# サーミー・アン＝ナジャイー
サーミー・アン＝ナジャイー（アラビア語: سامي النجعي、Sami AlnajaiまたはSami Al-Najei、Sami Al Naji、1997年2月7日-）は、サウジアラビアのサッカー選手。アル・ナスル所属。ポジションはMF。サッカーサウジアラビア代表、U-23同代表。元Uｰ20同代表。
日本語ではサミ・アル・ナジェイと表記されることがある。

## 来歴

### クラブ
アル・ナスルに所属。

### 代表
AFC U-19選手権2016では大会トップの4得点を記録した。2017 FIFA U-20ワールドカップに出場。
AFC U-23選手権2018出場。
A代表初出場は、2017年1月14日の国際親善試合・対カンボジア戦。

## 代表歴

### 出場大会
- サウジアラビア代表
  - 2022 FIFAワールドカップ

### 試合数
- 国際Aマッチ 21試合 2得点（2017年-）[3]

| サウジアラビア代表 | 国際Aマッチ | 国際Aマッチ |
| 年                 | 出場        | 得点        |
| ------------------ | ----------- | ----------- |
| 2017               | 1           | 0           |
| 2018               | 0           | 0           |
| 2019               | 0           | 0           |
| 2020               | 0           | 0           |
| 2021               | 8           | 2           |
| 2022               | 8           | 0           |
| 2023               | 0           | 0           |
| 2024               | 4           | 0           |
| 通算               | 21          | 2           |

## タイトル
個人
AFC U-19選手権2016得点王